# Alyson Bell
Pour les articles homonymes, voir Bell.
Alyson Bell, née le 9 novembre 2003, est une athlète britannique spécialiste des épreuves de sprint.

## Biographie
Elle remporte la médaille d'or du relais 4 × 100 m lors des championnats d'Europe juniors 2021 et des championnats d'Europe espoirs 2023.

## Palmarès
| Date | Compétition                   | Lieu    | Résultat | Épreuve   | Temps   |
| ---- | ----------------------------- | ------- | -------- | --------- | ------- |
| 2021 | Championnats d'Europe juniors | Tallinn | 1re      | 4 × 100 m | 44 s 62 |
| 2023 | Championnats d'Europe espoirs | Espoo   | 1re      | 4 × 100 m | 43 s 04 |
| 2024 | Relais mondiaux               | Nassau  | 3e       | 4 × 100 m | 42 s 80 |

## Records
| Épreuve | Temps   | Lieu   | Date         |
| ------- | ------- | ------ | ------------ |
| 100 m   | 11 s 31 | Genève | 10 juin 2023 |